# Moondragon
Moondragon (Heather Douglas) is een fictieve superheldin uit de strips van Marvel Comics, en een voormalig lid van de Defenders en de Avengers. Zij werd bedacht door Marvel Comics, en verscheen voor het eerst in Iron Man #54.

## Geschiedenis
De ouders van Heather werden vermoord door de kwaadaardige Thanos van Titan. Mentor, zijn goedaardige vader, nam het weesje onder zijn hoede. Hij nam haar mee naar Titan en plaatste haar bij de monniken in de Sha-Lom tempel, alwaar ze een meestervechteres werd en haar latente psionische gaven ontwikkelde tot ongekende hoogten.

## Biografie
Ze ontdekte de kwade entiteit 'Dragon of the Moon' die haar probeerde te corrumperen, net zoals bij Thanos. Heather versloeg echter de draak, werd hierdoor hooghartig en noemde zich van toen af aan Moondragon. Ze vond zich beter dan de Eternals van Titan. Toen Thanos vernietigend toesloeg op Titan, vluchtte ze naar Aarde. Ze sloot zich uiteindelijk aan bij de Avengers. De dragon of the moon corrumpeerde haar echter nog steeds heimelijk. Tijdens het epische gevecht met Korvac, die het universum wilde herscheppen zonder chaos en vrije wil, zag Moondragon daar de schoonheid van. Ze voerde het uit op een kleine planeet, tot de Avengers en met name Thor haar tegenhielden, echter niet voor ze haar vader Drax the Destroyer doodde. Thor nam haar mee voor Odin voor berechting.

## Krachten en vaardigheden
Moondragon bezit grote mentale, psionische, telekinetische en telepathische gaven. Ze kan leviteren en energie afvuren. Ze is altijd in topconditie. Met haar gaven manipuleert ze haar directe omgeving enigszins, met name bij, wat zij vindt, onwetendheid. Zo heeft ze de raciale neiging van Quicksilver eens tenietgedaan, maar zo heeft ze ook een hele bevolking de wil ontnomen.

## Uiterlijk
Moondragon is een vrouw in topvorm. Haar hoofd is kaal, en ze draagt doorgaans een groene Shao-Lom-pij. Ze heeft ooit Thor verleid, die dat helemaal niet erg vond.

## Bron
- The Official Handbook of the Marvel Universe Vol. 5